# 2025
Évszázadok: 20. század – 21. század – 22. század
Évtizedek: 1970-es évek – 1980-as évek – 1990-es évek – 2000-es évek – 2010-es évek – 2020-as évek – 2030-as évek – 2040-es évek – 2050-es évek – 2060-as évek – 2070-es évek
Évek: 2020 – 2021 – 2022 – 2023 –  2024 – 2025 – 2026 – 2027 – 2028 – 2029 – 2030
2025-ben folytatódott több fegyveres konfliktus is, mint az Ukrajna elleni orosz invázió, Izrael és a Hamász háborúja, illetve a szudáni polgárháború. 2025 januárjában Izrael és a Hamász megegyezett egy tűzszünetben, amelyet Izrael kevesebb, mint két hónappal később megszegett. Izrael ezek mellett újabb háborúba kezdett Irán ellen is, amelybe az Amerikai Egyesült Államok is belépett (már 2024-ben is voltak légitámadások Irán és Izrael között). India és Pakisztán is konfliktusba keveredett az évben. Belpolitikai konfliktusok voltak Dél-Koreában, Ecuadorban, Haitin, Grúziában és Szomáliában is.
Donald Trump újra az Egyesült Államok elnöke lett és bejelentette igényét Grönlandra, Kanadára és a Panama-csatornára. Országát kiléptette a Egészségügyi Világszervezetből és a párizsi éghajlatvédelmi egyezményből is. Április elején más országok importjával szemben globálisan büntetővámokat vezetett be, amely szerte a világon felfordulást okozott és gazdasági világháborút indított meg.
Magyarországon Orbán Viktor fogadta a nemzetközileg körözött Benjámín Netanjáhút, majd a kormánya bejelentette, hogy kiléptetik az országot a Nemzetközi Büntetőbíróságból A magyar kormány korábbi betiltása ellenére június végén kb. 180-200 ezer ember vett részt a Budapest Pride-on.
Miután Ferenc pápa hosszú betegeskedés után meghalt, új pápát választottak, aki a XIV. Leó nevet vette fel.
Az év elején nagy előrelépések történtek a generatív mesterséges intelligencia terén, a DeepSeek kínai startup DeepSeek–R1 modellje megjelenése után.

## Események

### Január
- január 1.
  - Lengyelország veszi át az Európai Unió Tanácsának soros elnökségét Magyarországtól.[9]
  - Bulgária és Románia a schengeni övezet része.[10]
  - Liechtenstein a 39. országként legalizálja az azonos neműek házasságát.[11]
  - Ukrajna szünetelteti az orosz gáz tranzitját az országon keresztül.[12]
  - Ukrajna a Nemzetközi Büntetőbíróság tagállama.[13]
- január 4. – Bejelenti lemondását Karl Nehammer osztrák kancellár,[14] miután a koalíciós kormányalakítási tárgyalások nem vezettek sikerre.[15]
- január 6.
  - Bejelenti lemondását Justin Trudeau kanadai miniszterelnök.[16]
  - Az Osztrák Szabadságpárt (FPÖ) elnökét, Herbert Kicklt kéri fel a kormányalakításra Alexander Van der Bellen osztrák elnök, miután összeomlottak a koalíciós tárgyalások a jobbközép és a szociáldemokraták között Ausztriában.[17]
  - A washingtoni kongresszus hivatalosan is megerősíti a republikánus Donald Trump elnökké választását. (Az alkotmány értelmében a végeredményt az ülést vezető demokrata alelnök, Kamala Harris hirdette ki, aki az elnökválasztáson vereséget szenvedett.)[18]

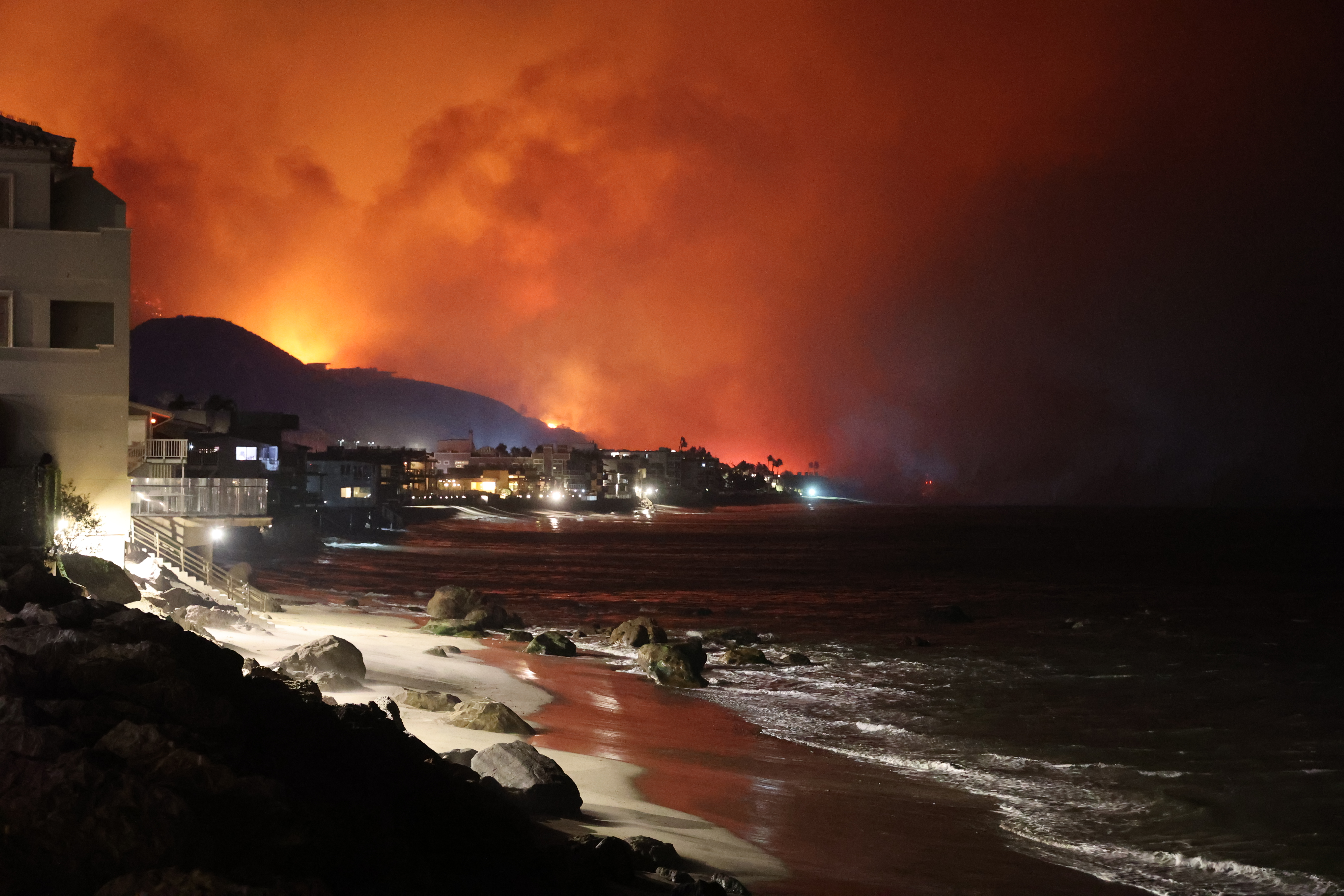
Dél-kaliforniai erdőtüzek Los Angeles városa mellett

- január 7. – Megkezdődött minden idők egyik legtöbb kárt okozó erdőtüze Los Angeles városa mellett. Több, mint 180 ezer embert kimenekítettek, mintegy 13 ezer épület pusztult el.[19][20]
- január 9. – Libanon parlamentje megválasztja Dzsúzíf Aúnt az ország elnökének.[21] (Két év után először tölti be valaki a posztot.)[22]
- január 10.
  - Az Európai Bizottság által működtetett Kopernikusz program egyik jelentése alapján 2024 volt a legmelegebb mért év a történelemben, és az első amely átlépte a szimbolikus 1,5 °C-os küszöbértéket.[23]
  - Donald Trump amerikai elnök elítélése okirathamisítási ügyében.[24] (A bíróság mentesíti a gyakorlati büntetés alól (unconditional discharge), ami azt jelenti, hogy bűnös ugyan, de nem bocsátják próbaidőre, nem kap pénz-, sem börtönbüntetést.)[25]
- január 12.

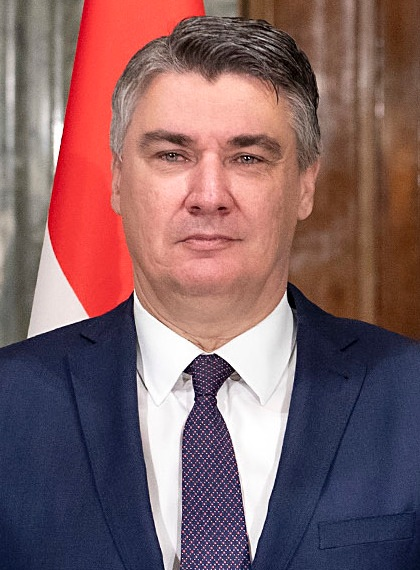
Zoran Milanović a horvát elnökválasztás győztese

- - Potápi Árpád János országgyűlési képviselő halála miatt kiírt időközi választás a Tolna vármegyei 2. számú országgyűlési egyéni választókerületben.[26] (Csibi Krisztina kormánypárti jelölt fölényesen nyer.)[27]
  - A horvát elnökválasztás második fordulóját Zoran Milanović nyeri meg.[28]
- január 15.
  - Letartóztatják Dél-Korea elnökét, Jun Szogjolt, a hadiállapot decemberi kihirdetése miatt.[29]
  - Beiktatják hivatalába Mozambik új elnökét, Daniel Chapót.[30]
  - Izrael és a Hamász megegyeznek egy fegyverszünetben, 15 hónappal a háború kezdete után.[31]
- január 16.
  - A Blue Origin New Glenn nehéz hordozórakétája első indítása sikeres.[32][33]
  - A szófiai parlament a Polgárok Bulgária Európai Fejlődéséért–Demokratikus Erők Szövetsége nevű bolgár jobbközép pártszövetség képviselőjét, Roszen Zseljazkovot szavazza meg az új kormány élére.[34] (A hárompárti, kisebbségi koalíciót a Mozgalom a Jogokért és Szabadságokért (DPSZ) kívülről támogatja.)[35]
- január 19. – Életbe lép a gázai tűzszüneti egyezmény első fázisa, melynek keretében a Hamász átadja az első három túszt a Vöröskereszt munkatársainak. (A tűzszünet bejelentését követően lemondott Itamár Ben-Gvir izraeli nemzetbiztonsági miniszter, ezzel egy időben pedig kilépett a kormányból az általa vezetett Zsidó Erő jobboldali radikális párt.)[36]

- január 20.

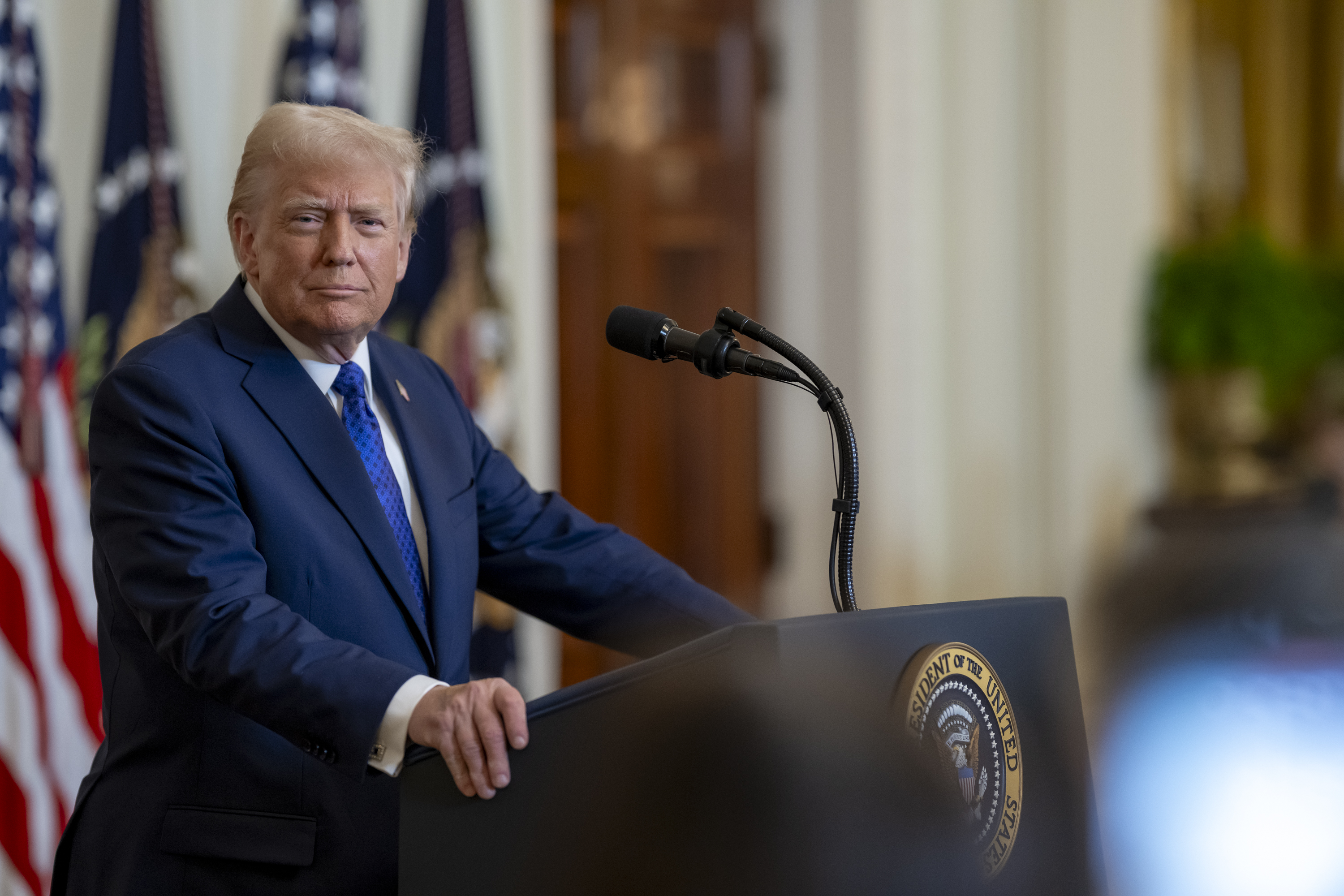
Másodszor iktatják be hivatalába Donald Trump amerikai elnököt

  - A washingtoni Capitoliumban beiktatják a republikánus Donald Trumpot, aki a hatalomba visszatérve a 45. után az Egyesült Államok 47. elnöke is lesz.[37]
  - Ferenc pápa feloszlatja a perui székhelyű Sodalitium Christianae Vitae (SCV) nevű katolikus mozgalmat, mert az évekig tartó vizsgálat során az alapító szexuális visszaéléseire és a vezetők korrupciójára derült fény.[38][39]
- január 23.
  - Másodjára is megválasztják Micheál Martint Írország miniszterelnökének.[40]
  - Az azonos neműek házassága legális, illetve elismerik a korábban kötött ilyen frigyeket Thaiföldön, miután életbe lép az erről szóló törvény. (Az úgynevezett házassági egyenlőségről szóló jogszabályt 2024 szeptemberében fogadták el, majd azt aláírta a király.)[41][42]
  - 273 budapesti és 19 vidéki iskolába érkezik azonos tartalmú, Allah nevében robbantással fenyegető e-mail, ami miatt felfüggesztik a tanítást. (Az intézmények átvizsgálása során sehol sem találtak robbanószerkezetet.)[43]
- január 26. – Elnökválasztás Fehéroroszországban.[44] (Aljakszandr Lukasenka megkezdi hetedik elnöki ciklusát az ország élén.)[45]
- január 28.
  - Világszerte nagyot zuhannak technológiai cégek részvényei, miután megjelenik a kínai DeepSeek mesterséges intelligencia-startup egyik modellje. Az Nvidia 600 milliárd dollárt veszít értékéből.[46][47]
  - Miloš Vučević, szerb populista miniszterelnök bejelenti lemondását, miután előző este Újvidéken a Szerb Haladó Párt (SZNSZ) tagjai rátámadnak az újvidéki vasútállomás előtetejének összeomlása miatti tüntetéseken való részvételre buzdító matricákat ragasztó diákokra. (A miniszterelnök lemondásával az egész kormány visszalépett, és csak addig marad ügyvezetőként hivatalban, amíg új kabinet alakul.)[48]
- január 29.
  - A PSA Airlines 5342-es járatának katasztrófája: A Ronald Reagan Washingtoni nemzeti repülőtér mellett a Potomac folyóba zuhan az American Airlines 5342-es járata, 66 fővel a fedélzetén, miután összeütközik egy helikopterrel.[49]
  - Ahmed Huszejn es-Sart nevezik ki Szíria 20. elnökének az Aszad-rezsim bukása után.[50]

### Február
- február 3. – Több mint hét hónappal a szövetségi parlamenti választások után, hosszas tárgyalásokat követően Belgiumban megalakul a Bart De Wever vezette kormány.[51]
- február 9.
  -  Az ecuadori elnökválasztás első fordulóját a hivatalban lévő, konzervatív Daniel Noboa nyeri, a második helyen a baloldali Luisa González végez.[52]
  -  Parlamenti választás Liechtensteinban. (Első ízben lesz női miniszterelnöke a fejedelmeségnek Brigitte Haas személyében, miután pártja, a Hazafias Unió (VU) végez az első helyen a voksok 38,3%-ával.)[53]
  - Parlamenti választás Koszovóban.[54] (A baloldali, nacionalista Albin Kurti kormányfő pártja, az Önrendelkezés (VV) – a voksok 41%-ával – nyeri a választásokat, de nem szerzett abszolút többséget a 120 fős parlamentben. A jobboldali Koszovói Demokratikus Párt lett a második 22, a jobbközép Koszovói Demokratikus Liga pedig a harmadik 18%-kal.)[55]
- február 10. – Bejelenti lemondását Klaus Johannis román államfő, miután az ellenzék kezdeményezte tisztségéből való felfüggesztését. (Bár a kezdeményezést a román törvényhozás mindkét házában elutasította a házbizottság, egy belpolitikai válság elkerülése hivatkozva mégiscsak távozott hivatalából. Arra hivatkozva kezdeményezték elmozdítását, hogy az előző év december 21-én már lejárt a mandátuma – s mivel mindeddig nem választottak új elnököt – a szenátus elnökének kellene ideiglenesen ellátnia az államfői teendőket.)[56]
- február 12.
  - Ilie Bolojan szenátusi elnök személyében hivatalba lépett az ideiglenes államfő Romániában.[57]
  - A képviselőház korábbi elnökét – mint az Új Demokrácia párt képviselőjét –, Konsztantinosz Taszulaszt választják meg Görögország új elnökévé. (A szavazás negyedik, utolsó fordulójában a választási küszöb 151 szavazat egyszerű többsége volt.)[58]
- február 14–16. – A 61. Müncheni Biztonsági Konferencia, melynek fő témája az orosz–ukrán háború.[59]
- február 18. – Vlagyimir Putyin bejelenti, hogy Oroszország és az Amerikai Egyesült Államok között ismét lesz diplomáciai kapcsolat.[60]

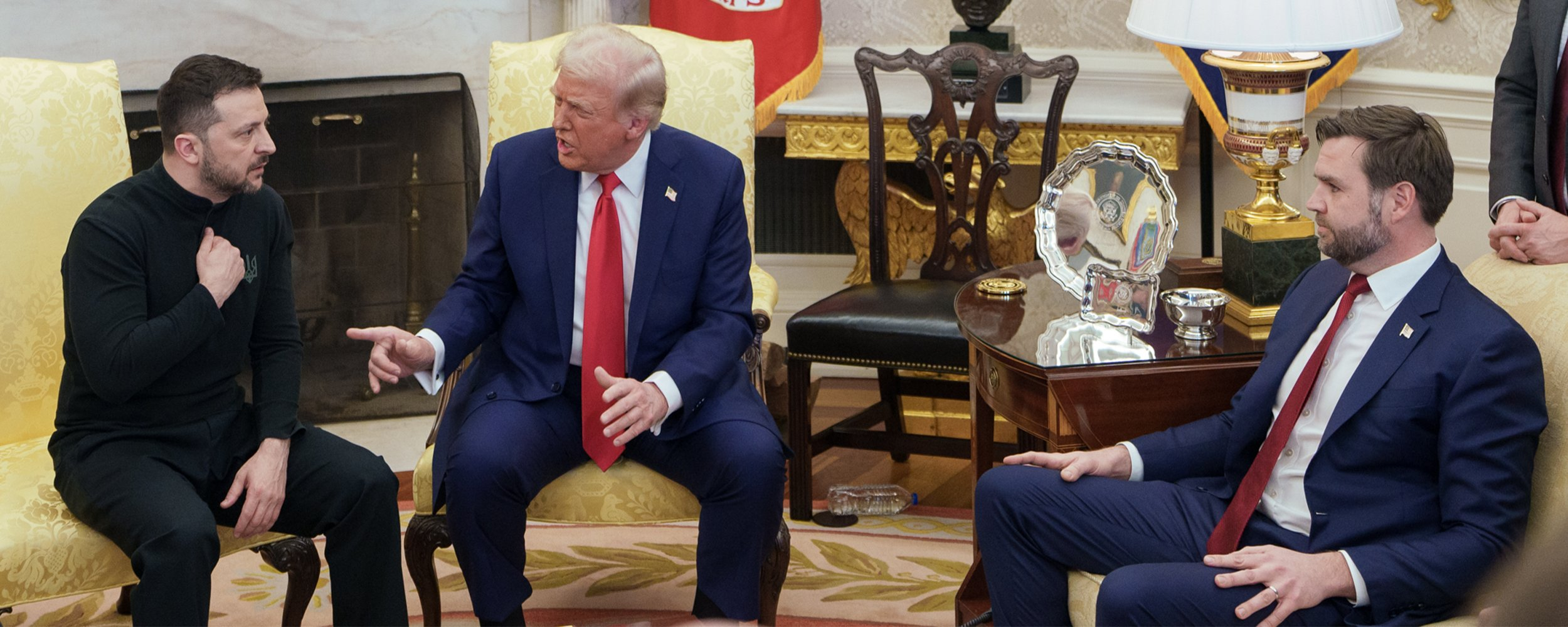
Donald Trump (középen) és Vance alelnök (jobbra) és Zelenszkij ukrán elnök (balra) találkozása az Ovális Irodában 2025. február 28-án.

- február 19. – Horvátország teljesíti Európai Gazdasági Térséghez való csatlakozási folyamatot.[61]
- február 23. – Szövetségi parlamenti választás Németországban,[62] amelyen a keresztény uniópártok (CDU–CSU) végeznek az első helyen, s ezzel a kereszténydemokrata Friedrich Merz alakíthat kormányt.[63]
- február 28. – Donald Trump amerikai elnök és Volodimir Zelenszkij ukrán elnök találkozója a Fehér Házban, ahol Trump és JD Vance amerikai alelnök a sajtótájékoztató végén feszült szócsatába bocsátkozott Zelenszkijjel, kérdéseket vetve fel Ukrajna támogatásával és a háború befejezésével kapcsolatban.[64]

### Március
- március 1. – Leteszi a hivatali esküt Uruguayban Yamandú Orsi elnök, akinek köszönhetően – ötévnyi konzervatív kormányzás után, a kommunistáktól a centristákig – a baloldali blokk visszatért a hatalomba.[65]
- március 2. – 16 ország, valamint a NATO és az Európai Tanács vezetése csúcstalálkozót tart Londonban, ahol megalakul a tettre készek koalíciója Ukrajna támogatására az agresszor Oroszország elleni háborúban.[66]
- március 3. – Donald Trump amerikai elnök felfüggeszti Ukrajna katonai támogatását az Oroszország elleni háborúban.[67]
- március 9. – Mark Carneyt választják a Kanadai Liberális Párt vezetőjének, és ezzel együtt az ország miniszterelnökének.[68]
- március 11.
  - A portugál Szociáldemokrata Párt (PSD) vezette kisebbségi kormány miniszterelnöke, Luís Montenegro benyújtja lemondását, miután elveszti a saját magára kért bizalmi szavazást a lisszaboni parlamentben, azt követően, hogy korrupciós botrányba keveredett.[69][70]
  - Letartóztatják Rodrigo Duterte korábbi Fülöp-szigeteki elnököt, miután a Nemzetközi Büntetőbíróság elfogatóparancsot adott ki ellen emberiség elleni bűncselekmények vádjával.[71]
- március 16. – Tragédia a Pulse szórakozóhelyen. (Az észak-macedóniai Kocsaniban félszáznál is többen halnak meg a DNK duó koncertjén kiütött tűz és tömegnyomor következtében.)[72]
- március 18. – Izrael ismét megszegi a Hamásszal kötött tűzszünetet, újra elkezdi bombázni a Gázai övezetet, megölve 591 embert, köztük gyerekeket.[73]
- március 21. – A London-Heathrow-i repülőteret teljesen lezárják egy tűz okozta áramkimaradás miatt, amely több ezer járatot befolyásol világszerte.[74]
- március 24. – Amerikai Signal-botrány: Jeffrey Goldberg, a The Atlantic amerikai magazin főszerkesztője nyilvánosságra hozza, hogy az ország vezetősége véletlenül megosztott vele bizalmas információkat háborús terveiről.[75]
- március 28. – 7,7-es erősségű földrengés rázza meg Mianmar középső részét és a vele szomszédos Thaiföldet, mely legkevesebb 1700 ember halálát okozza.
- március 29. – Részleges napfogyatkozás Északnyugat-Afrika, Európa és Észak-Oroszország felett.
- március 31. – Bevezetésre kerül a karibi forint, mint Curaçao és Sint Maarten új pénzneme.[76]

### Április
- április 2. – Donald Trump amerikai elnök vámot vetett ki több, mint 90 ország ellen.[77] (A tőzsdék világszerte eséssel reagáltak.)[78]
- április 3. – A magyar kormány elindította a Nemzetközi Büntetőbíróságból való kilépés folyamatát, miután Benjámín Netanjáhú izraeli miniszterelnök és körözött háborús bűnöző látogatást tett Magyarországra.[79]
- április 4. – Dél-Korea Alkotmánybírósága jóváhagyja Jun Szogjol koreai elnök eltávolítását hivatalából.[80]
- április 5. – Országszerte több, mint 1400 tüntetést rendeznek az Egyesült Államokban Donald Trump második elnöksége ellen.[81]
- április 7. – A Colossal Biosciences bemutat három genetikailag módosított szürke farkast, amelyek a 10 ezer éve kihalt óriásfarkasra hasonlítanak.[82] Ugyan a cég szerint ezzel visszahozták a fajt, a farkasok nem rendelkeznek az óriásfarkas DNS-ével, csak külsőleg hasonlítanak rájuk.[83]
- április 8. – A Santo Domingó-i Jet Set klub teteje összeomlik, amelynek következtében 221-en meghalnak és 155-en megsérülnek.[84]
- április 13.
  - Megkezdődik a 2025-ös oszakai világkiállítás.[85]
  - Az ecuadori elnökválasztás második fordulója.[52] (A választás Daniel Noboa újraválasztásával zárul.)
- április 16. – A K2-18b bolygó – egy 124 fényévre található esetleges óceánbolygó – atmoszférájában dimetil-szulfidot és dimetil-diszulfidot találnak, amelyet a Földön csak élőlények termelnek.[86][87]
- április 21. – Lemond a Világgazdasági Fórum 1971 óta regnáló alapító elnöke, Klaus Schwab.
- április 22. – A Kasmíri Ellenállás szervezet meggyilkol 26 turistát az indiai Pahalgam városától nem messze.[88]

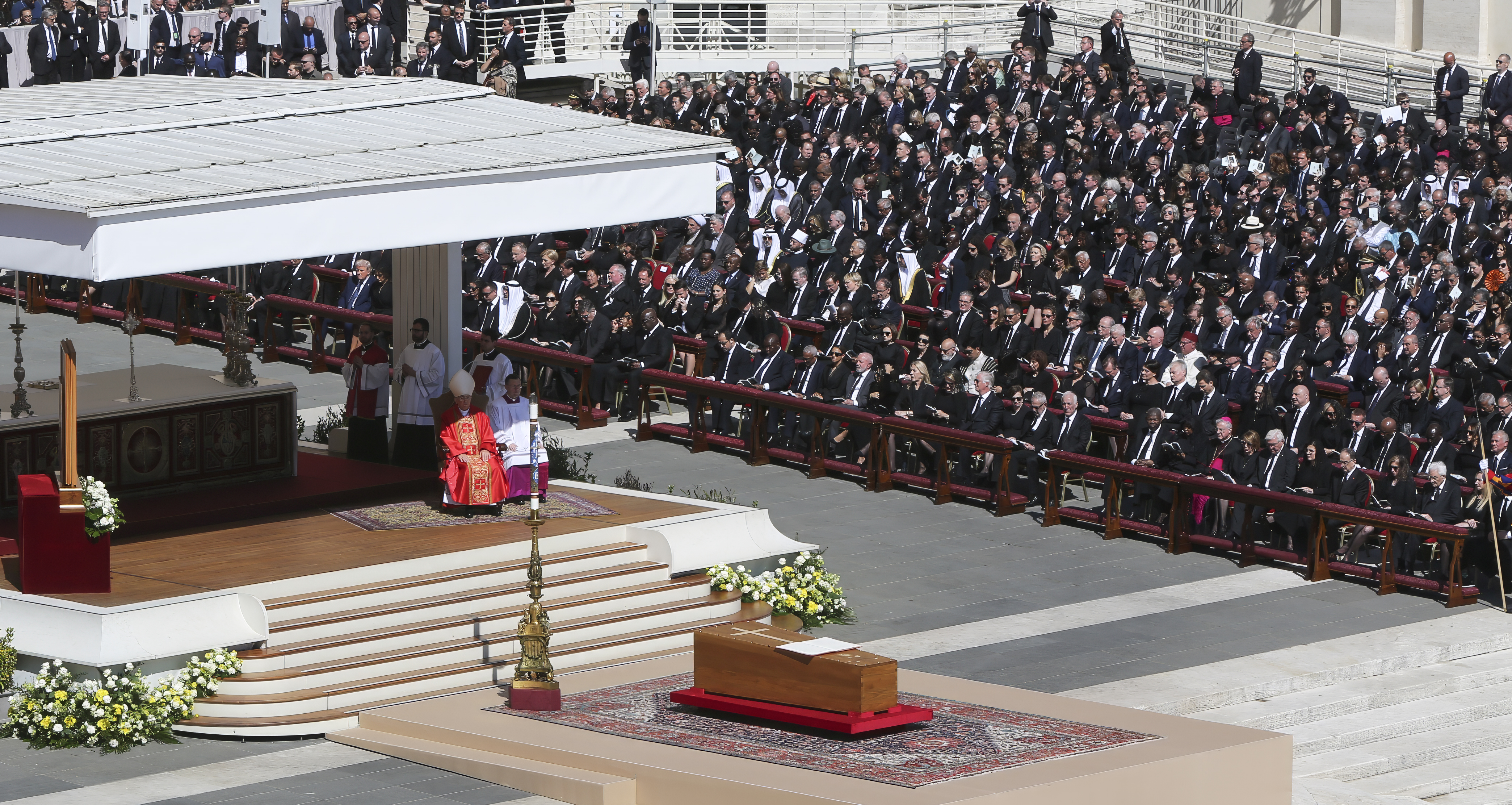
Ferenc pápa temetési szertartása a római Szent Péter téren

- április 26. – Ferenc pápa temetési szertartása a Szent Péter téren. Végakaratának megfelelően a Santa Maria Maggiore-bazilikába temették.[89]
- április 28. – Sorozatban negyedjére nyeri meg a kanadai parlamenti választást a Liberális Párt, ezúttal Mark Carney vezetésével.[90]
- április 30. – Ukrajna és az Egyesült Államok aláír egy megegyezést, amely szerint az amerikaiak hozzáférést kapnak Ukrajna erőforrásaihoz, támogatásukért cserébe az Oroszország elleni háború közben.[91]

### Május

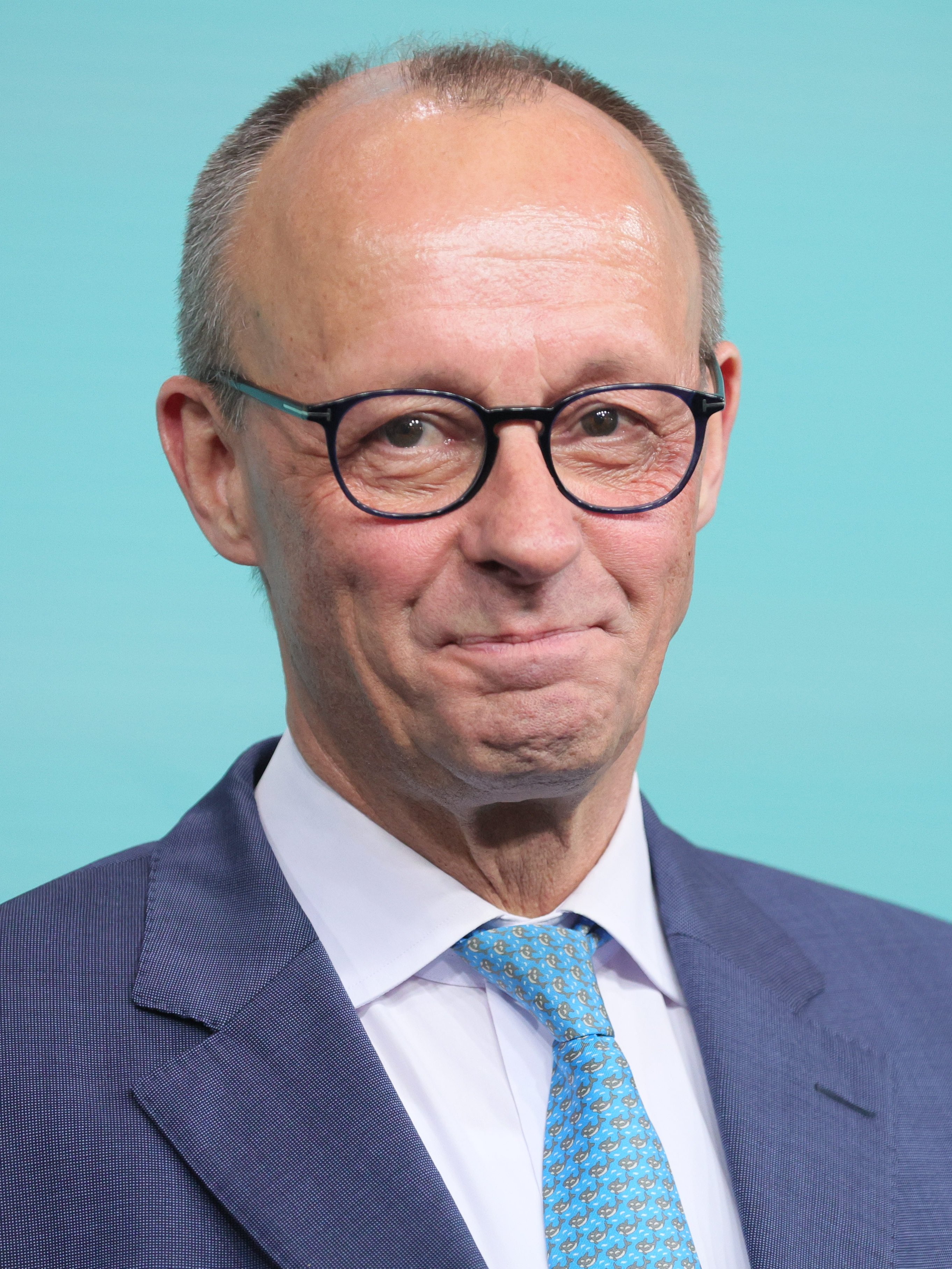
Németország új kancellárja Friedrich Merz

- május 2. – Az Alternatíva Németországért pártot „bizonyítottan szélsőjobboldali”, alkotmányellenes szervezetté nyilvánítja a német Alkotmányvédelmi Hivatal.[92]
- május 3. – Ismét kormányt alakíthat a Munkáspárt, miután győzelmet arat az ausztrál szövetségi választásokon.[93][94]
- május 4. – A romániai elnökválasztás első fordulója.[95]
- május 6. – A németországi szövetségi választásokat követően az ország kancellárjának választják Friedrich Merzet.

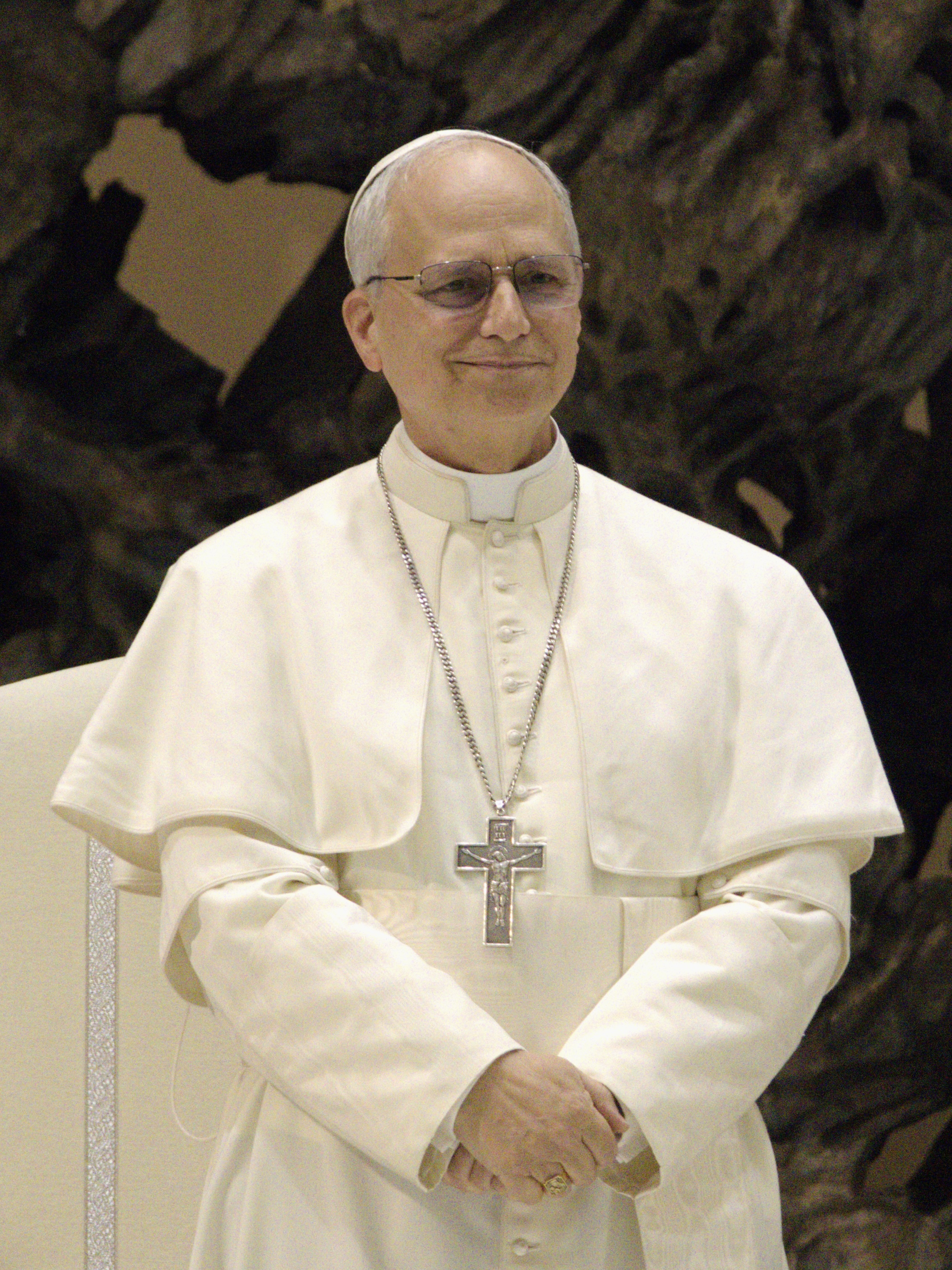
Megválasztották XIV. Leó pápát

- május 7–8. – Összeül a Sixtus-kápolnában a pápai konklávé, melynek során megválasztják az április 21-én elhunyt Ferenc pápa utódját, XIV. Leó pápát.[96]
- május 8. – Gyurcsány Ferenc volt miniszterelnök, a Demokratikus Koalíció elnöke visszavonul az aktív politizálástól.[97]
- május 11. – Parlamenti választás Albániában,[98] ahol elsöprő győzelmet arat az Albán Szocialista Párt (PSS), amely a voksok majd 53%-át kapta meg. (A PSS élénálló Edi Rama így negyedik alkalommal is kormányt alakíthat.)[99]
- május 12. – Parlamenti választás a Fülöp-szigeteken.
- május 13–17. – Bázelben rendezik a 69. Eurovíziós Dalfesztivált, melyet az osztrák JJ nyert a Wasted Love című dalával.[100]

- május 18.

Nicușor Dan, Románia elnöke

  - Az elnökválasztás első fordulója Lengyelországban.[101]
  - Parlamenti választás Portugáliában,[102] ahol a jobbközép Szociáldemokrata Párt (PSD) a kisebbik szövetségesével együtt végez az első helyen, ám többséget nem szerez a 230 fős törvényhozásban.[103]
  - A romániai elnökválasztás második fordulója, melyet a függetlenként induló bukaresti főpolgármester, Nicușor Dan nyer meg.[104] (A vesztes, a szélsőjobboldali George Simion az alkotmánybíróságon támadja meg – eredménytelenül – az eredményt.)[105]
  - Mintegy négymillió hívő előtt a vatikáni Szent Péter téren hivatalosan is beiktatják XIV. Leó pápát.[106]

### Június
- június 1.
  - Az elnökválasztás második fordulója Lengyelországban.
  - Pókháló hadművelet: meglepetésszerű ukrán dróntámadás-sorozat orosz katonai célpontok ellen.[107]
- június 4. – Az Európai Bizottság jóváhagyja, hogy Bulgária 2026-ban belépjen az eurózónába.[108]
- június 10. – Ámokfutás egy középiskolában, az ausztriai Grazban, amelyben tizenegyen meghalnak.[109]
- június 11. – Az Országgyűlés Polt Pétert választja meg az Alkotmánybíróság elnökévé,[110] míg a legfőbb ügyészi pozíciót Nagy Gábor Bálint tölti be.[111]
- június 12. – Az Air India 171-es járata, egy Ahmadábádból (Indiából), Londonba tartó Boeing 787-es gép, öt perccel a felszállás után  egy épületnek csapódik, 229 utas, a fedélzeten tartózkodó 12 fős személyzet és 28 földön tartózkodó ember életét veszti. Egy utas túlélte a balesetet.[112][113]
- június 13. – Háború tör ki Irán és Izrael között, miután izraeli bombázók több fontos nukleáris stratégiai pontot is célba vesznek Iránban, megölve többek között tudósokat és a Forradalmi Gárda vezetőjét, Hoszeín Szalámít.[114][115]
- június 14. – Megkezdődik a 2025-ös FIFA-klubvilágbajnokság az Amerikai Egyesült Államokban.[116]
- június 22. – Az Amerikai Egyesült Államok Izrael oldalán belép az Irán elleni háborúba, és nehézbombázókkal három iráni nukleáris létesítmény ellen hajt végre légicsapásokat.
- június 23. – Romániában megalakul az Ilie Bolojan vezette új, koalíciós kormány.[117]
- június 24–25. – A szervezet 1949-es megalapítása óta először ad otthont NATO csúcstalálkozónak Hága, ahol a 32 tagállam képviselői az ukrajnai háború mellett a katonai költségvetésük további emeléséről is tárgyalnak.[37]
- június 25. – Többszöri halasztást követően Kapu Tibor és csapata – az Axiom–4-küldetés keretein belül – a Crew Dragon űrkapszula fedélzetén elindul a Nemzetközi Űrállomásra,[118] ahol feladatait sikeresen végezte el.[119]
- június 28. – A magyar kormány korábbi betiltása ellenére hatalmas tömeg, legalább 200 ezer ember vesz részt a Budapest Pride-on.[120][121] Az esemény után Orbán Viktor büntetéssel fenyegeti meg a Pride résztvevőit.[122]

### Július
- július 1.
  - Dánia veszi át az Európai Unió Tanácsának soros elnökségét Lengyelországtól.[123]
  - Oroszország kísérleti jelleggel bevezeti a kormányzati kibocsátású kriptovalutát, a digitális rubelt.[37]
  - A thai alkotmánybíróság felfüggeszti Phethongthán Csinavat miniszterelnöki mandátumát, miután eljárás indult a politikus leváltására.[124]
- július 15.
  - Tompos Márton, a Momentum elnöke bejelenti lemondását az elnöki tisztségéről. (Továbbra is a párt tagja, országgyűlési képviselője és frakcióvezető-helyettese marad.)[125]
  - Befejezve kéthetes küldetését a Nemzetközi Űrállomáson, sikeresen landol a Csendes-óceánon Kapu Tibor magyar kutatóűrhajós és csapata.[126]
- július 17. – Az Ukrán Legfelsőbb Tanács megszavazza Julija Szviridenko kinevezését, aki Ukrajna történetének második női miniszterelnöke lesz.[127]
- július 24. – Emmanuel Macron bejelenti, hogy Franciaország el fogja ismerni Palesztina függetlenségét.[128]
- július 25–27. – 1990 óta először Magyarországon is futamot rendeznek a superbike-világbajnokság részeként, a Balaton Park Circuitön.[129]

### Augusztus
- augusztus 1. – A közép-amerikai Salvador kongresszusa elfogadja azt az alkotmánymódosítást, amely eltörli az elnöki ciklusokra vonatkozó korlátozást és megszünteti a választások második fordulóját, míg a mandátum hosszát 5-ről 6 évre növeli.[130][131]
- augusztus 4. – Litvániában lemond miniszterelnöki és pártelnöki tisztségéről Gintautas Paluckas, miután korrupciós vádak sorozatába keveredett.[132] (Az államfő, Gitanas Nausėda ügyvivő kormányfőnek a korábbi pénzügyminisztert, Rimantas Šadžiust nevezte ki, míg a Litván Szociáldemokrata Párt (LSDP) élén Mindaugas Sinkevičius váltotta fel.)[133]
- augusztus 15. – Négy év és két hónap után kerül sor, az újabb orosz-amerikai csúcstalálkozóra, amikor Donald Trump az Egyesült Államok elnöke alaszkai Anchorage-ban találkozik Vlagyimir Putyin orosz elnökkel, hogy megvitassák az ukrajnai konfliktus rendezésének tervét. Konkrét megállapodás vagy tűzszünet nélkül távoznak.[134]

## Várható események

### Határozott dátumú események
- augusztus 22–24. – 1992 óta először versenyt rendez Magyarországon a MotoGP.[129]
- szeptember 8. – Parlamenti választás Norvégiában.[135]
- szeptember 21. – Részleges napfogyatkozás a Csendes-óceán déli része, Új-Zéland és az Antarktisz felett.
- október 3. – Henrik luxemburgi nagyherceg lemond a trónról, helyét fia, Vilmos fogja átvenni.[136]
- október 3–4. – Parlamenti választás Csehországban.[137]
- október 12. – Elnökválasztás Kamerunban. (A 92 éves államfő, Paul Biya a nyolcadik mandátumáért is elindul.)[138]
- október 14. – A Microsoft befejezi a 2015-ben piacra dobott Windows 10 operációs rendszer támogatását. (Ehhez a verzióhoz már nem ad ki biztonsági frissítést.)[37]
- október 26. – Argentínában elnököt választanak, a parlamenti választáson pedig az alsóház feléről és a szenátus harmadáról szavaznak.[37]
- november 4. – Választások az Amerikai Egyesült Államokban.
- november 10–21. – Brazíliában, az Amazonas folyó kapujának nevezett Belémben tartják az éghajlatvédelmi ENSZ-csúcstalálkozót (COP30).[37]
- november 22–23. – A dél-afrikai Johannesburg ad otthont a 20 vezető gazdaság (G20) 20. éves csúcstalálkozójának, amit első alkalommal rendeznek Afrikában.[37]
- november 16. – Parlamenti választás Chilében.

### Határozatlan dátumú események
- az év folyamán –
  - Norvégia betiltja a dízel és benzines autók eladását.[139]

## Az év témái

### Kiemelt témák és évfordulós emlékévek 2025-ben

#### Kiemelt témák
- 2022-es orosz invázió Ukrajna ellen
- 2023-as Izrael–Hamász-háború

#### Évszázados évfordulók
- január 7. – Gerald Durrell természettudós, állatkerti gondozó születésének 100. évfordulója.
- január 26. – Paul Newman magyar zsidó származású amerikai színész születésének 100. évfordulója.
- február 8. – Jack Lemmon kétszeres Oscar- és többszörös Golden Globe-díjas amerikai színész, rendező születésének 100. évfordulója.
- február 18. − Jókai Mór regényíró, a „nagy magyar mesemondó” születésének 200. évfordulója.
- május 4. – Buzánszky Jenő magyar labdarúgó, a Nemzet Sportolója születésének 100. évfordulója.
- május 14. − Nemeskürty István történész, irodalom- és filmtörténész, forgatókönyvíró születésének 100. évfordulója.
- június 3. – Tony Curtis magyar zsidó származású amerikai színész születésének 100. évfordulója.
- június 14. – Darvas Iván, a Nemzet Színésze címmel kitüntetett kétszeres Kossuth- és kétszeres Jászai Mari-díjas magyar színművész születésének 100. évfordulója.
- július 17. − Nagy László költő születésének 100. évfordulója.
- július 19. – Raksányi Gellért, a Nemzet Színésze címmel kitüntetett Kossuth- és Jászai Mari-díjas magyar színművész születésének 100. évfordulója.
- október 4. – Kállai Ferenc, a Nemzet Színésze címmel kitüntetett Kossuth- és kétszeres Jászai Mari-díjas magyar színművész születésének 100. évfordulója.
- október 13. – Margaret Thatcher brit politikus, az Egyesült Királyság miniszterelnöke születésének 100. évfordulója.
- október 16. – Angela Lansbury brit színésznő születésének 100. évfordulója.
- december 13. – Dick Van Dyke amerikai színész születésének 100. évfordulója.

### 2025 a televízióban
- január 2. - Az RTL bemutatta az új sorozatát, Pokoli rokonok címmel.
- január 6. - Az RTL újraismétli a Barátok közt című sorozatot az első résztől.
- május 4. – Pachmann Péter műsorvezetésével 11 év után úraindul a TV2-n a Napló riportmagazin.

### 2025 a filmművészetben
- január 5. – A kaliforniai Beverly Hillsben megrendezik a 82. Golden Globe díjátadót.[140]
- február 16. – Megrendezésre kerül a 78. BAFTA-gála az Egyesült Királyságban, melyen az Konklávé című film nyerte a legjobb filmnek járó díjat.[141]
- március 2. – Megrendezik a 97. Oscar-gálát Los Angelesben, a Dolby Színházban.A gála legnagyobb nyertese az Anora: hat jelölésből ötöt váltott díjra.[142]

### 2025 a sportban
- január 14.–február 2. – Férfi kézilabda-világbajnokságot rendeznek öt horvát, négy norvég és két dán városban. (A 32 válogatott között ott van a magyar is, amely a hollanddal, az észak-macedónnal és a guineaival került egy csoportba.)[37]

### 2025 a zenében
- február 2. – Kendrick Lamar Not Like Us című kislemeze minden idők legtöbbet díjazott dala lett a 67. Grammy-gálán.
- március 2. – Charli XCX öt Brit Awards-díjat nyert el a 2025-ös gálán Brat című albumának köszönhetően, amellyel minden idők második legtöbb díjat elnyert előadója lett egy ceremónián (Raye mögött).[143]
- május 13–17. – A 69. Eurovíziós Dalfesztivált – az Ausztria színeiben induló – JJ nyeri, a Wasted Love című dalával. (Második helyen az Izraelt képviselő Yuval Raphael végzett New Day Will Rise című dalával, a harmadik helyezést az észt Tommy Cash és az Espresso macchiato című dal szerezte meg. Magyarország sorozatban hatodik éve nem vett részt a versenyen.)

Díjátadók
- február 2. – 67. Grammy-gála

Albumok
- Olly Alexander – Polari
- All That Remains – Antifragile
- Arcade Fire – Pink Elephant
- James Arthur – Pisces
- Rebecca Black – Salvation
- Billy Idol – Dream Into It
- Epica – Aspiral
- Ethel Cain – Perverts
- Ethel Cain – Willoughby Tucker, I’ll Always Love You
- Csin – Echo
- The Cure – Mixes of a Lost World
- Miley Cyrus – Something Beautiful
- Craig David – Commitment
- Damiano David – Funny Little Fears
- Lana Del Rey – The Right Person Will Stay
- Destruction – Birth of Malice
- Dope Lemon – Golden Wolf
- The Driver Era – Obsession
- Djo – The Crux
- Doves – Constellations for the Lonely
- Drake és PartyNextDoor – Some Sexy Songs 4 U
- Dzsiszu – Amortage
- Cynthia Erivo – I Forgive You
- The Flower Kings – Love
- Franz Ferdinand – The Human Fear
- Ghost – Skeletá
- Ghost Bath – Rose Thorn Necklace
- David Gray – Dear Life
- Grateful Dead – Enjoying the Ride
- Selena Gomez és Benny Blanco – I Said I Love You First
- Hawkwind – There Is No Space for Us
- Keri Hilson – We Need to Talk: Love
- Jennie – Ruby
- Elton John és Brandi Carlile – Who Believes in Angels?
- Joe Jonas – Music for People Who Believe in Love
- The Kooks – Never/Know
- Lady Gaga – Mayhem
- Lacuna Coil – Sleepless Empire
- Lisa – Alter Ego
- Lil Wayne – The Carter VI
- Little Simz – Lotus
- Louise – Confessions
- The Mars Volta – Lucro Sucio; Los Ojos del Vacio
- Machine Head – Unatoned
- Maroon 5 – Love Is Like
- Mariah Carey – Here for it All
- Mayday Parade – Sweet
- Tate McRae – So Close to What
- Melvins – Thunderball
- MØ – Plæygirl
- Morcheeba – Escape the Chaos
- Mogwai – The Bad Fire
- Willie Nelson – Oh What a Beautiful World
- OK Go – And the Adjacent Possible
- Onslaught – Origins of Aggression
- Playboi Carti – Music
- Addison Rae – Addison
- Rascal Flatts – Life Is a Highway: Refueled Duets
- Esther Rose – Want
- Röyksopp – True Electric
- Snoop Dogg – Iz It a Crime?
- Sparks – Mad!
- Spiritbox – Tsunami Sea
- Stereolab – Instant Holograms on Metal Film
- Stereophonics – No Rocket Required
- Taylor Swift – The Life of a Showgirl
- Taj Mahal és Keb’ Mo’ – Room on the Porch
- Teddy Swims – I’ve Tried Everything but Therapy (Part 2)
- Tyler, the Creator – Don’t Tap the Glass
- Suzanne Vega – Flying with Angels
- Viagra Boys – Viagr Aboys
- The Weeknd – Hurry Up Tomorrow
- Kim Wilde – Closer
- Finn Wolfhard – Happy Birthday
- Wu-Tang Clan és Mathematics – Black Samson, the Bastard Swordsman
- Neil Young – Oceanside Countryside
- Yung Lean – Jonatan
- Yungblud – Idols

### 2025 a tudományban
- március 2. – Sikeresen landolt a Hold felszínén az amerikai magánszonda, a Firefly Aerospace Blue Ghost, a NASA Commercial Lunar Payload Services programjának részeként. A Blue Ghost szondát január 15-én indította útjára a SpaceX egy Falcon 9 rakétája.[144]

### 2025 a közlekedésben
- január 1. – Magyarország: a Veszprém vármegyei Várpalotán az állami Volánbusz Zrt-től az önkormányzati tulajdonú Thury-Busz Nonprofit Kft. veszi át a helyi tömegközlekedés üzelmeltetését.

### 2025 a kriminalisztikában
- május 6. — A Szegedi Törvényszék különös visszaesőként elkövetett emberölés bűntettének kísérlete miatt első fokon 20 év fegyházban letöltendő szabadságvesztésre ítéli és kizárja a feltételes szabadságra bocsátás kedvezményéből Pénzes Henrietta gyilkosát, Kurai András Mukit, aki a vádirat szerint 2022-ben meg akarta ölni a nővérét, aki befogadta a szabadulása után.[145]
- június 1. – Egy 70 éves férfi kalapáccsal támad rá Jeszenszky Géza volt külügyminiszterre és feleségére egy belvárosi vendéglátóhely közelében.[146]
- június 10. – Egy grazi középiskolában, egy fegyveres támadó 10 embert gyilkolt meg, majd magával is végzett.[147]

## Születések 2025-ben
- február 7. – Inez svéd királyi hercegnő

## Halálozások 2025-ben
- január 1. – Kempelen Tünde, középiskolai ének-zenetanár, karnagy, kulturális szervező  (* 1939)
- január 2. – Keleti Ágnes, ötszörös olimpiai bajnok magyar tornász, a nemzet sportolója (* 1921)
- január 7. – Jean-Marie Le Pen, francia szélsőjobboldali politikus (* 1928)
- január 13. – Békés Itala, Kossuth- és Jászai Mari-díjas színésznő (* 1927)
- január 15. – David Lynch, kétszeres César-díjas amerikai filmrendező, filmproducer és vizuális művész (* 1946)
- január 16. – Joan Plowright, kétszeres Golden Globe-díjas angol színésznő (* 1929)
- január 24. – Lukáts Andor, Kossuth-díjas magyar színész, rendező, színigazgató (* 1943)
- január 26. – Feledy Péter, Táncsics Mihály-díjas magyar újságíró, riporter (* 1943)
- február 1.
  - Horst Köhler, német politikus, szövetségi elnök (* 1943)
  - Nagy Ervin, filozófus, újságíró, politikus, a Jobbik alapítója (* 1977)
- február 18. – Gene Hackman, Oscar-díjas amerikai színész, író (* 1930)
- február 21. – Harkányi Endre, Kossuth-díjas magyar színész (* 1934)
- február 26.
  - Lukács Lóránt, Balázs Béla-díjas operatőr, filmrendező, motorcsónak-versenyző (* 1934)
  - Mécs Károly, Kossuth-díjas színész, rendező, a nemzet művésze (* 1936)
- március 6. – Sopsits Árpád, Balázs Béla-díjas magyar filmrendező, forgatókönyvíró (* 1952)
- március 11. – Bényi Ildikó, magyar műsorvezető, bemondónő (* 1970)
- március 21. – George Foreman, olimpiai bajnok amerikai nehézsúlyú ökölvívó (* 1949)
- március 27.
  - Tamás Menyhért, Kossuth- és József Attila-díjas magyar költő, író, műfordító, a nemzet művésze (* 1940)
  - Tolnai Ottó, Kossuth-díjas magyar író, költő, műfordító (* 1940)
- március 29. – Richard Chamberlain, háromszoros Golden Globe-díjas amerikai színész, énekes (* 1934)
- április 1. – Val Kilmer, amerikai színész (* 1959)
- április 13. – Mario Vargas Llosa, irodalmi Nobel-díjas perui író (* 1936)
- április 21. – Ferenc pápa, római katolikus egyházfő (* 1936)
- április 22. – Garami József, magyar labdarúgó, edző, a magyar labdarúgó-válogatott szövetségi kapitánya (1987) (* 1939)
- április 25. – Galkó Balázs, magyar színész, előadóművész (* 1949)[148]
- június 11. – Brian Wilson, kétszeres Grammy-díjas amerikai dalszerző, producer, énekes, a Beach Boys frontembere (* 1942)
- június 30. – Grunwalsky Ferenc, Kossuth-díjas filmrendező, operatőr, forgatókönyvíró, egyetemi tanár (* 1943)
- július 3.
  - Diogo Jota, válogatott portugál labdarúgó (* 1996)
  - Michael Madsen, amerikai filmszínész (* 1957)
- július 14. – Schmuck Andor, magyar politikus, közéleti személyiség (* 1970)
- július 22. – Ozzy Osbourne, Grammy-díjas angol énekes, a Black Sabbath frontembere (* 1948)
- július 24. – Hulk Hogan, amerikai pankrátor, színész (* 1953)
- július 31. – Cintula, rádiós műsorvezető, lemezlovas (* 1944)
- július 31. – Kathi Béla, magyar testépítő (* 1979)
- augusztus 5. – Ion Iliescu, román politikus, elnök (* 1930)
- augusztus 10. – Szakály György, Kossuth-díjas magyar táncművész, balettigazgató, tanár (* 1955)
- augusztus 11. – Káposzta Benő, magyar válogatott labdarúgó (* 1942)